# فكتور بولات
فكتور بولات هو منافس ألعاب قوى بيلاروسي، ولد في 1 أبريل 1971.

## وصلات خارجية
- فكتور بولات على موقع الاتحاد الدولي لألعاب القوى (الإنجليزية)
- فكتور بولات على موقع اللجنة الأولمبية الدولية (الإنجليزية)
- فكتور بولات على موقع أوليمبيديا (الإنجليزية)